# Forrásészka
Forrásészka (románul: Valea Sânmartinului) falu Romániában, Maros megyében.

## Története
Mezőrücs község része. A trianoni békeszerződésig Maros-Torda vármegye Marosi felső járásához tartozott.

## Népessége
2002-ben 171 lakosa volt, ebből 170 román és 1 magyar nemzetiségű.

## Vallások
A falu lakói közül 155-en ortodox és 7-en görögkatolikus hitűek.